# Jazzy Jay
Pour les articles homonymes, voir Jay.
John Bayas (né le 18 novembre 1961 à Beaufort en Caroline du Sud), également connu sous le nom de The Original Jazzy Jay ou DJ Jazzy Jay, est un disc jokey et producteur de hip-hop américain.

## Historique
Jazzy Jay naît dans une famille Gullah sur la côte de Caroline du Sud. Très jeune, il déménage avec sa famille à New York, dans le sud du Bronx, où il apprend la batterie. Son premier instrument est une boîte à rythmes Roland. A l'âge de 13 ans, il commence sa carrière dans le hip-hop dans le Bronx, l'épicentre de cette culture durant la première décennie de son développement. Protégé d'Afrika Bambaataa et de son cousin, Kool DJ Red Alert, il est l'un des premiers membres de l'Universal Zulu Nation. Débutant en tant que danseur du Zulu King au début des années 1970, Jay devient ensuite un DJ de la Zulu Nation et est membre du groupe Jazzy Five, avec lequel il enregistre le single Jazzy Sensation.
S'étant produit jusque là principalement lors de fêtes de rue, Jazzy Jay commence à mixer dans des clubs new-yorkais tels que Negril, le Roxy, le Ritz et Danceteria. Il anime également une émission de radio hip-hop sur WRKS 98.7 Kiss FM et, en 1984, il joue le rôle du DJ du Roxy dans l'influent film hip hop Beat Street.
Jazzy Jay et Afrika Islam exécutent certaines des premières routines de DJ en équipe et s'associent pour affronter à la fois Grandmaster Flash et Grand Wizard Theodore lors de battles.

### À l'origine de Def Jam Recordings
Vers 1984, Jay rencontre Rick Rubin et l'aide à jeter les bases de ce qui deviendra Def Jam Recordings. Le premier single officiel du label est le single It's Yours de T La Rock et Jazzy Jay. Jay présente ensuite Rubin à Russell Simmons, créant l'un des partenariats les plus importants dans la production hip-hop. Jazzy Jay sort également le troisième disque 12" de Def Jam en 1985, intitulé Def Jam / Cold Chillin' In The Spot, qui met en vedette Russell Simmons au chant. En 1986, il participe à l'enregistrement de Planet Rock - The Album d'Afrika Bambaataa & the Soulsonic Force, certifié disque d'or.
Également producteur, Jay fonde le Jazzy Jay's Studio dans le Bronx, où il produit les premiers enregistrements de Diamond D, Fat Joe, Brand Nubian, A Tribe Called Quest et d'autres. Il lance également son propre label, Strong City Records, en partenariat avec Rocky Bucano.

### Auxxiesiècle
Plus récemment, Jazzy Jay intervient dans Scratch, un documentaire de 2001 sur le turntablisme. Dans ce film, il expose sa vaste collection de disques (conservée dans le sous-sol de sa maison), qui, selon lui, comprend au moins 300 000 à 400 000 disques.
En 2000, Jazzy Jay est intronisé au Technics/DMC DJ Hall of Fame. Il se produit parfois avec un autre pionnier du hip-hop, Grand Wizzard Theodore. Il est également largement interviewé dans le documentaire hip-hop de 2003, 5 Sides of a Coin. Il participe en 2004 à la chanson Rock And Roll (Could Never Hip Hop Like This) Part 2 de Handsome Boy Modeling School sur l'album White People, donnant un aperçu de lui-même et du rap en tant que forme d'art.
En 2004, Jazzy Jay présente une balade sonore « hip-hop » dans le Bronx pour le collectif Soundwalk qui remporte l'Audie Award de la meilleure œuvre originale.
Lui et sa femme ont trois enfants (Jazmine, Matthew et Kenya) et vivent dans le quartier de  Bedford–Stuyvesant, à Brooklyn. Matthew Byas est membre du groupe de hip-hop et soul Phony Ppl. En 2011, Jazmine est diplômée de la prestigieuse Eastman School of Music, et poursuit une carrière de hautboïste classique.
En 2012, Jazzy Jay affirme travailler sur un album collaboratif avec DJ Phix, qui doit sortir en 2013. A ce propos, il déclare « J'essaie juste de revenir à mes racines, DJ Phix est celui qui va m'aider à revenir ».

## Héritage et influence
La chanson It's Yours de T La Rock et Jazzy Jay est devenu un classique du hip-hop old school. Des extraits du morceau sont samplés par de nombreux artistes, parmi lesquels :
- LL Cool J dans la chanson Dangerous, sur son album Radio (1985)
- Beastie Boys dans la chanson Paul Revere, sur l'album Licensed to Ill (1986)
- Boo-Yaa T.R.I.B.E. dans Rated R, album New Funky Nation (1990)
- Run–DMC dans Pause, album Back from Hell (1990)
- Public Enemy dans 	Louder Than a Bomb, album It Takes a Nation of Millions to Hold Us Back (1988), ainsi que dans Can't Truss It, album Apocalypse 91... The Enemy Strikes Black (1991)
- Nas dans le single The World Is Yours, issu de l'album Illmatic (1994) ainsi que dans la chanson Rewind sur l'album Stillmatic (2000)
- UGK dans Feds in Town, album Super Tight (1994)
- OutKast dans Jazzy Belle, album ATLiens (1996)
- A Tribe Called Quest dans leur chanson It's Yours, parue au Japon en 2006 dans l'album The Lost Tribes
- O.C. & A.G. dans Boom Bap,  album Oasis (2009)
- Playboi Carti dans Mileage,  album Die Lit (2018)

It's Yours figure également dans le jeu vidéo Grand Theft Auto IV en 2004, dans la station de radio fictive « The Classics 104.1 ».
La chanson Def Jam est samplée par DJ Jazzy Jeff and the Fresh Prince dans Magnificent Jazzy Jeff, album Rock the House (1987).
Cold Chillin' in the Spot est samplée par King Tee dans Ko Rock Stuff, album Act a Fool (1988), Doug E. Fresh & the Get Fresh Crew dans Check It Out, album Doin' What I Gotta Do (1992), et par DJ Shadow dans Best Foot Forward, album Endtroducing..... (1996).
A Tribe Called Quest rendent hommage à Jazzy Jay en incluant son portrait avec celui des personnes les plus influentes du hip-hop sur la pochette de leur album Midnight Marauders en 1993.